# Guangzhou City FC

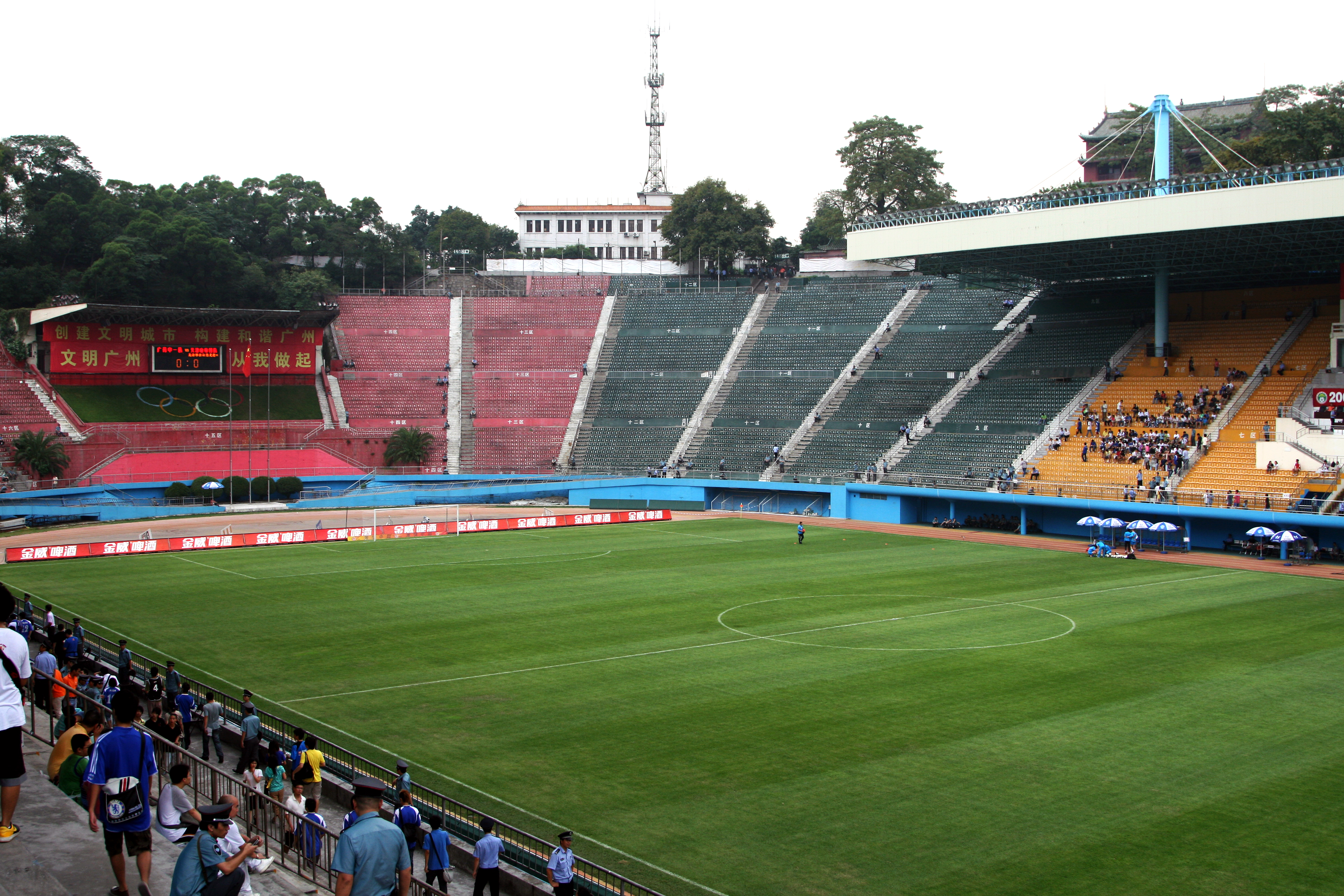
Yuexiushastadion

Guangzhou City FC was een Chinese voetbalclub uit Guangzhou. De club werd in 1994 opgericht in Shenyang als Shenyang Ginde FC, maar in 2007 verhuisde de club naar Changsha en veranderde het de naam in Changsha Ginde. In 2010 degradeerde de club naar het tweede niveau. In juni 2011 werd de club overgenomen door Guangzhou R&F dat de naam wijzigde en verhuisde naar Guangzhou. Dat jaar promoveerde de club als nummer twee naar de Super League. In december 2020 werd de naam nogmaals gewijzigd, ditmaal naar Guangzhou City FC.
Op maandag 27 november 2017 maakt de club bekend dat het een samenwerkingsverband met AFC Ajax heeft gesloten. Directeur Edwin van der Sar van de Amsterdamse club zet zijn handtekening onder een vijfjarig contract, met een optie voor nog vijf jaar. De deal levert Ajax jaarlijks twee miljoen euro op. Op 29 maart 2023 werd bekend dat de club is opgeheven.

## Bekende (oud-)spelers
- Nevil Dede
- Garba Lawal
- Milan Nikolić
- Song Zhenyu
- Yakubu Aiyegbeni
- Alessandro Diamanti
- Gustav Svensson
- Eran Zahavi
- Mousa Dembélé

## Bekende (oud-)trainers
- Giovanni van Bronckhorst
- Jean-Paul van Gastel
- Joop Gall

Beijing Guoan · 
Cangzhou Mighty Lions ·
Changchun Yatai ·
Chengdu Rongcheng ·
Henan · 
Meizhou Hakka · 
Nantong Zhiyun · 
Qingdao Hainiu ·
Qingdao West Coast ·
Shandong Taishan · 
Shanghai Shenhua ·
Shanghai Port ·
Shenzhen Peng City ·
Tianjin Jinmen Tiger · 
Wuhan Three Town
Zhejiang